# 蘇里南哈氏甲鯰
蘇里南哈氏甲鯰（学名：Harttia surinamensis），為輻鰭魚綱鯰形目甲鯰科的其中一種，為熱帶淡水魚，分布於南美洲蘇利南河至Approuague河流域，體長可達18.8公分，棲息在流動快速的溪流底層水域，生活習性不明。
种名 surinamensis 意为“苏里南的”。